# Graptodytes sedilloti
Graptodytes sedilloti är en skalbaggsart som först beskrevs av Régimbart 1878.  Graptodytes sedilloti ingår i släktet Graptodytes och familjen dykare.

## Underarter
Arten delas in i följande underarter:
- G. s. sedilloti
- G. s. phrygius